# Bengt Kindbom
Bengt Magnus Lennart Kindbom, född 5 april 1940 i Stenstorps församling i Skaraborgs län, död 11 januari 2011 i Skultorps församling i Västra Götalands län, var en svensk politiker (centerpartist).

## Biografi
Bengt Kindbom var riksdagsledamot 1976–1994, invald i Skaraborgs läns valkrets. I riksdagen var han ledamot i Konstitutionsutskottet och Lagutskottet. Han var också styrelseledamot i Televerket och i ett stort antal statliga utredningar. 
Kindbom var ledamot i Kyrkomötet 1983-1987 och 1989-1993, där han bland var ordförande i Första kyrkolagsutskottet. Efter att 1989-1996 ha varit ordförande i Svenska kyrkans församlings- och pastoratsförbund, i dag Svenska kyrkans arbetsgivarorganisation, blev han 1996-2000 förbundsdirektör i detta förbund. 
Kindbom spelade en viktig roll vid behandlingen av frågan om nya relationer mellan stat och kyrka vid millennieskiftet. Han var kritisk till de förslag som lades fram, men gjorde betydelsefulla insatser för att beslutet skulle kunna genomföras på ett för båda parter konstruktivt sätt. Kindbom var också i sin gärning kommunalt verksam i Skultorps och Skövde kommuner, liksom i Skaraborgs läns landsting. Internationellt var han såväl FN-delegat som valobservatör i Ryssland och Sydafrika. Bengt Kindbom spelade en framträdande roll i Häggums församling och i Häggums hembygdsförening.